# Лапин, Павел Дмитриевич
Павел Дмитриевич Лапин (2 октября 1877, село Бутря, Карачевский уезд, Орловская губерния — не ранее 1935) — церковный историк, магистр богословия, профессор Казанской и Московской духовных академий, член Поместного Собора 1917 года.

## Биография
Родился в семье диакона.
Окончил Орловское духовное училище (1892), Орловскую духовную семинарию (1898), Казанскую духовную академию со степенью кандидата богословия, профессорский стипендиат (1902).
Обвенчан с Марией Степановной Чистяковой (1903), их дети: Любовь, Мария, Галина.
Преподаватель сравнительного богословия и обличения русского раскола в Курской духовной семинарии (1903).
Преподаватель логики, психологии, начальных оснований и краткой истории философии в Казанской духовной семинарии (1905).
Одновременно преподаватель церковнославянского языка (1906) и педагогической психологии (1909) в Казанском женском училище духовного ведомства, коллежский асессор (1907), надворный советник (1908).
Магистр богословия (1910), доцент (1911), сверхштатный (1914) и штатный (1915) экстраординарный профессор по кафедре канонического права Казанской духовной академии.
Заведующий хозяйственной частью епархиальных изданий (1913), коллежский советник, член Комиссии по реформе духовных академий (1917).
Награжден орденами Святого Станислава 3-й степени (1907) и Святой Анны 3-й степени (1910).
В 1917—1918 годах член  Поместного Собора Православной Российской Церкви по избранию от Казанской духовной академии, участвовал во всех трёх сессиях, член I, II, VI, XII отделов.
С 1917 года член Временного совета Российской Республики (предпарламента) и Высшего Церковного Совета.
В 1918–1922 годах профессор Московской духовной академии. Жил в Москве (2-й Зачатьевский переулок, дом 2, квартира 27).
С 1919 года член Миссионерского совета от духовных академий и делегации по сношениям с Советом народных комиссаров. Член профсоюза печатников.
С 1920 года служил в советских учреждениях.
В 1930-х годах корректор в Изогиз (Государственном издательстве изобразительного искусства).
В 1933 году за «подготовку антисоветских кадров нелегальной духовной академии» по ст. 58-11 выслан на 3 года в Орёл.
В 1935 году после отбытия срока освобождён.

## Публикации
- Соборный принцип в Восточных патриархатах; Судьбы соборного принципа в Западном патриархате // Православный собеседник. 1906–1909.
- Древнейшие поместные Церкви и митрополичья форма поместного управления; Экзаршеская форма церковного управления; Установление патриаршей власти и сущность ея в отношении к соборному принципу // Православный собеседник. 1907. № 1–2, 4, 6; 1908. № 3–11.
- Собор как высший орган церковной власти. Казань, 1909.
- Соборное управление Церкви. Казань, 1909.
- О необходимости церковного права, его сущности и положения в общей системе права // Православный собеседник. 1911. № 12.
- Библиографическая заметка // Православный собеседник. 1913. № 10.
- Профессор Илья Степанович Бердников (К пятидесятилетию его ученой и профессорской деятельности) // Православный собеседник. 1914. № 11.
- К вопросу о составе Святейшего Синода; Об отпадении от православия и уничтожении принуждений в деле веры; О взаимных отношениях Церкви и государства // Известия по Казанской епархии. 1917. № 13–16, 19/20.